# Pas si folle
Pour plus de détails, voir Fiche technique et Distribution.
Pas si folle (Nobody's Fool) est une comédie romantique américaine écrite et réalisée par Tyler Perry, sortie en 2018.

## Synopsis
Menant une vie professionnelle épanouie, Danica entretient une relation à distance avec un certain Charlie, rencontré sur Internet, qu'elle n'a jamais rencontré ou vu en vrai. Pourtant, communiquant avec lui via une application, ça ne l'empêche de croire qu'elle file le parfait amour avec lui au point de repousser  les avances régulières du très prévenant Frank, qui travaille au café non loin de son bureau. Sa vie amoureuse est bouleversée lorsque sa sœur Tanya sort de prison. En effet, cette dernière, à la fois rebelle et délurée, loge non seulement chez elle mais lui conseille également de prendre ses distances avec cet étrange Charlie qu'elle n'a jamais réellement rencontré. Alors que Tanya tente de découvrir la vraie identité de Charlie, Danica se laisse séduire par Frank tout en découvrant qu'il a également été en prison comme sa sœur...

## Fiche technique
- Titre original : Nobody's Fool
- Titre français : Pas si folle
- Réalisation : Tyler Perry
- Montage : Larry Sexton
- Musique : Philip White
- Photographie : Richard J. Vialet
- Production : Mark E. Swinton et Will Areu
- Sociétés de production : Paramount Players, Tyler Perry Studios et BET Films
- Société de distribution : Paramount Pictures
- Pays d'origine :  États-Unis
- Langue originale : anglais
- Format : couleur
- Genre : comédie romantique
- Durée : 110 minutes
- Dates de sortie  :
  -  États-Unis : 2 novembre 2018
  -  France : 14 février 2019 (VOD)

## Distribution
- Tika Sumpter (VF : Laëtitia Lefebvre) : Danica
- Tiffany Haddish (VF : Laura Zichy) : Tanya
- Omari Hardwick (VF : Jean-Baptiste Anoumon) : Frank
- Whoopi Goldberg (VF : Maïk Darah) : Lola
- Amber Riley (VF : Adeline Moreau) : Kalli
- Mehcad Brooks (VF : Adrien Antoine) : Charlie
- Missi Pyle (VF : Déborah Perret) : Lauren Meadows
- Chris Rock (VF : Serge Faliu) : Lawrence
- Michael Blackson : Thug
- Jon Rudnitsky : Benji
- Adrian Conrad : Bailey
- Courtney Henggeler : Hillary
- Nev Schulman (VF : Benoît DuPac) : lui-même
- Max Joseph (VF : Guillaume Bourbourlon) : lui-même
- PJ Morton : lui-même